# Caféiculture en Jamaïque
Le Caféiculture en Jamaïque est centrée sur un type de café, le « Jamaica Blue Mountain », cultivé dans les Blue Mountains, zone de montagne peuplée de caféiers, l'un des cafés les plus chers et les plus recherchés au monde. La production jamaicaine bénéficie de conditions idéales : à 2 200 mètres d'altitude, sur les flancs de la Montagne Bleue, les caféiers poussent sur un sol riche, protégés par une végétation luxuriante, et la brume nuageuse, qui couvre cette partie de l’île des chauds rayons du soleil.

## Histoire
En 1723, le roi de France Louis XV envoie trois plants de café à la colonie française de la Martinique. Cinq ans plus tard, en 1728, Sir Nicholas Lawes, Gouverneur de la Jamaïque, reçoit un plant de café en cadeau du Gouverneur de la Martinique. 
En 1773, Frédéric II de Hesse-Cassel, landgrave de Hesse-Cassel interdit les débits de café, pénalisant ses principaux fournisseurs, les Antilles britanniques, parmi lesquelles la Grenade et la Dominique. Les marchands allemands, qui avaient traditionnellement acheté une grande partie de la récolte de la Grenade, ont été empêchés d'en prendre livraison. La Jamaïque devient elle-même dépendante du marché anglais à 90 % et ne vend plus que 10 % de son café dans les Treize colonies d'Amérique, qui boudent cette origine et préfèrent acheter du café de Saint-Domingue, où cette culture est en pleine expansion.
En échec total à la fin du XVIIIe siècle, la production de café jamaïcaine est soudain multipliée par trente lors des quinze premières années du siècle suivant. À la Révolution haïtienne de 1791, qui provoque une pénurie mondiale, la plupart des planteurs de Saint-Domingue fuient les massacres et expropriations pour s'installer en Louisiane, à Cuba et à la Jamaïque. Dopée par l'arrivée de planteurs français, la Jamaïque voit sa production de café passer d'un million de livres en 1789 à 34 millions en 1814. Dès 1804, l'île anglaise pèse 22 millions de livres de café, très loin devant ses rivaux: Vénézuela (1 million) et Cuba (2,5 millions), avant d'être freinée en 1807 par l'interdiction de la traite négrière dans les colonies anglaises. 
| Débuts de décennie en Jamaïque                                                           | 1761-1765 | 1771-1775 | 1781-1785 | 1791-1795 | 1801-1805 |
| Production moyenne, en milliers de centum weight (50,8 kilos), unité du système impérial | 49        | 52        | 26        | 114       | 337       |

En 1838, l’esclavage fut aboli: de nombreuses plantations de café furent fermées pour laisser la place aux esclaves nouvellement affranchis, qui commencèrent à planter des cultures alimentaires.
Au milieu du XIXe siècle, les Anglais envoient les meilleurs caféiers de l'île à tous leurs consulats et ambassades à travers le monde. Dans les années 1890, l’activité caféière jamaïcaine était chaotique, et le gouvernement fit passer des lois pour offrir une "instruction à l’art de la culture et du séchage en envoyant à certains districts des instructeurs compétents."
Le contrôle de la qualité devint une priorité au cours des cinquante années suivantes, des améliorations au début des années 1840. En 1944, le gouvernement jamaïcain fonde une installation centrale de nettoyage du café, où tous les cafés destinés à l’exportation devraient être transformés, puis il crée le Coffee Industry Board de la Jamaïque (JCIB) en 1950, à qui on donna le pouvoir d’améliorer, contrôler et maintenir la qualité et la réputation du café jamaïcain.
Depuis avril 2007, le "Jamaica Blue Mountain" est concurrencé et nettement surpassé sur l'échelle des prix par le Bourbon pointu, à nouveau produit à La Réunion, ou encore le Kopi Luwak, produit essentiellement dans l'archipel indonésien, à Sumatra, Java, Bali, Sulawesi, aux Philippines et dans le Timor oriental.